# الدوار
الدوار (به پرتغالی: Aldoar) یک سکونتگاه مسکونی در پرتغال است که در پورتو واقع شده‌است.

## خصوصیات
الدوار ۱۳٬۹۵۷ نفر جمعیت دارد.